# Jay Wiseman
Jay Wiseman (nacido en 1949) es un conocido y reputado escritor estadounidense de obras BDSM, especialmente conocido por ser el autor del ampliamente difundido y traducido SM 101: A Realistic Introduction (traducido al español en 2004 como BDSM. Introducción a las técnicas y su significado), que está considerado por muchos como de las mejores introducciones a la cultura BDSM. Reside en San Francisco, California.

## Biografía
Wiseman comenzó a interesarse por la comunidad BDSM en los años 70, a raíz de integrarse en los grupos "BackDrop" y "Janus", en la llamada Bay Area americana. En el 78, fundó una organización relacionada con la dominación masculina, llamada Gemini Society.
Su primer libro fue Personal AD-ventures(1989), publicado en la editorial Gentle Persuasion Press. Dos años más tarde publicó a su costo su segundo libro, The Bay Area Singles Guidebook, y en 1991 The Bay Area Sexuality Resources Guidebook, que se convirtió en un pequeño éxito y del que se vendieron miles de unidades.
En 1996 fundó su propia compañía distribuidora de libros, y poco más tarde comenzó a actuar como experto en varias materias relacionadas con el BDSM, en especial las que se ocupan del llamado control de respiración y del concepto de negociación.
En 1998, publicó The Erotic Bondage Handbook, ampliamente valorado de forma positiva por los colectivos interesados en el bondage y el BDSM.